# Onychomys
Onychomys, rod miševa potporodice Sigmodontinae (miševi novog svijeta) porodice Muridae. Sastoji se od tri vrste a žive u suhim područjima Sjeverne Amerike, točnije na jugu SAD-a i sjevernom Meksiku. 
Onychomys miševi gnijezda si prave u rupama u tlu. Veoma su teritorijalni, i obično u jednoj rupi žive sami ili mužjak i ženka s mladima, i brane svoj teritorij. Imuni su na otrov škorpiona (štipavaca) i žive kao grabežljivci pa plijen love u stilu mačke, tiho se šuljajući, a plijen im budu škorpioni, stonoge, skakavci, crvi pa čak i drugi miševi, manje zmije i raznne glodavce.
Neki izvori klasicficiraju ga u porodicu Cricetidae

## Vrste
- Onychomys arenicola Mearns, 1896
- Onychomys leucogaster (Wied-Neuwied, 1841)
- Onychomys torridus (Coues, 1874)

- Onychomys arenicola